# Sandra Schmirler
Sandra Schmirler (n. 11 iunie 1963, Biggar⁠(d), Saskatchewan, Canada – d. 2 martie 2000, Regina, Saskatchewan, Canada) a fost o jucătoare de curl ce a reprezentat Canada, medaliată olimpică. A participat la o ediție a Jocurilor Olimpice (1998) în care a câștigat o medalie de aur.

## Participări
Lista de mai jos prezintă principalele competiții la care a participat Sandra Schmirler de-a lungul carierei.
- curling at the 1998 Winter Olympics[*]